# Hans-Jörg Bliesener
Hans-Jörg Bliesener (n. 6 aprilie 1966, Brandenburg an der Havel, Potsdam District⁠(d), RDG) este un caiacist ce a reprezentat Germania, medaliat olimpic. A participat la o ediție a Jocurilor Olimpice (1988) în care a câștigat o medalie de bronz.

## Participări
Lista de mai jos prezintă principalele competiții la care a participat Hans-Jörg Bliesener de-a lungul carierei.
- canoeing at the 1988 Summer Olympics – men's K-4 1000 metres[*]